# Lord-lieutenant de l'Oxfordshire
Ceci est une liste de personnes qui ont servi comme lord-lieutenant de l'Oxfordshire. Depuis 1689, tous les lord-lieutenants ont été également Custos Rotulorum of Oxfordshire.

## Lord-lieutenants de l'Oxfordshire
- Charles Brandon, 1er Duc de Suffolk 1545
- vacant?
- Sir Francis Knollys en 1565
- Henry Norris 1er baron Norreys 17 septembre 1586 – 27 juin 1601 conjointement avec
- Sir Francis Knollys 12 septembre 1586 – 19 juillet 1596 et
- William Knollys (1er comte de Banbury) 4 novembre 1596 – 25 mai 1632 conjointement avec
- Thomas Howard (1er comte de Berkshire) 26 mars 1628 – 1642
- William Fiennes 1er vicomte Saye et Sele 1642 (Parlementaire)
- Interregnum
- Henry Cary (4e vicomte Falkland) 17 juillet 1660 – 2 avril 1663
- Edward Hyde (1er comte de Clarendon) 19 juin 1663 – 11 mars 1668
- James Fiennes (2e vicomte Saye et Sele) 11 mars 1668 – 15 mars 1674
- James Bertie (1er comte d'Abingdon) 1er avril 1674 – 21 novembre 1687
- Edward Lee (1er comte de Lichfield) 5 décembre 1687 – 3 mai 1689
- James Bertie (1er comte d'Abingdon) 3 mai 1689 – 15 mai 1697
- Thomas Wharton (1er marquis de Wharton) 15 mai 1697 – 11 juin 1702
- Montagu Venables-Bertie (2e comte d'Abingdon) 11 juin 1702 – 8 février 1706
- John Churchill (1er duc de Marlborough) 8 février 1706 – 17 mai 1712
- Montagu Venables-Bertie (2e comte d'Abingdon) 17 mai 1712 – 14 octobre 1715
- Francis Godolphin (2e comte de Godolphin) 14 octobre 1715 – 26 janvier 1739
- Charles Spencer (3e duc de Marlborough) 26 janvier 1739 – 20 octobre 1758
- vacant
- George Spencer (4e duc de Marlborough) 21 mars 1760 – 29 janvier 1817
- George Parker (4e comte de Macclesfield) 10 mai 1817 – 20 mars 1842
- George Spencer-Churchill (6e duc de Marlborough) 22 avril 1842 – 1er juillet 1857
- John Spencer-Churchill (7e duc de Marlborough) 25 août 1857 – 4 juillet 1883
- Sir Henry Dashwood, 5e baronnet 17 août 1883 – 23 juin 1887
- Victor Child Villiers (7e comte de Jersey) 23 juin 1887 – 31 mai 1915
- Charles Spencer-Churchill (9e duc de Marlborough) 3 août 1915 – 30 juin 1934
- Vivian Smith (1er baron Bicester) 15 aout 1934 – 26 novembre 1954
- George Parker (7e comte de Macclesfield) 26 novembre 1954 – 28 mai 1963
- Sir John Thomson 28 mai 1963 – 2 janvier 1980
- Sir Ashley Charles Gibbs Ponsonby, 2e baronnet 2 janvier 1980 – 20 mars 1996[1]
- Sir Hugo Laurence Joseph Brunner 20 mars 1996 – 31 août 2008 [2]
- Timothy Stevenson  1er septembre 2008 - [3]